# Trichanthera
Trichanthera es un género de plantas con flores perteneciente a la familia Acanthaceae. El género tiene dos especies de hierbas nativas del norte de  Sudamérica.

## Taxonomía
El género fue descrito por Kunth , Humboldt y publicado en Nova Genera et Species Plantarum (folio ed.) 2: 197. 1818.

## Especies aceptadas
A continuación se brinda un listado de las especies del género Trichanthera aceptadas hasta abril de 2015, ordenadas alfabéticamente. Para cada una se indica el nombre binomial seguido del autor, abreviado según las convenciones y usos.	
- Trichanthera corymbosa
- Trichanthera gigantea